# فرانك بريغز
فرانك بريغز (بالإنجليزية: Frank Briggs)‏ (1 فبراير 1917 في المملكة المتحدة - 11 أبريل 1984 في المملكة المتحدة) هو لاعب كرة قدم بريطاني (وحمل سابقاً جنسية المملكة المتحدة لبريطانيا العظمى وأيرلندا) في مركز الوسط. لعب مع أستون فيلا وبورت فايل ونادي ريكسهام.